# Heterolocha biplagiata
Heterolocha biplagiata là một loài bướm đêm trong họ Geometridae.

## Hình ảnh

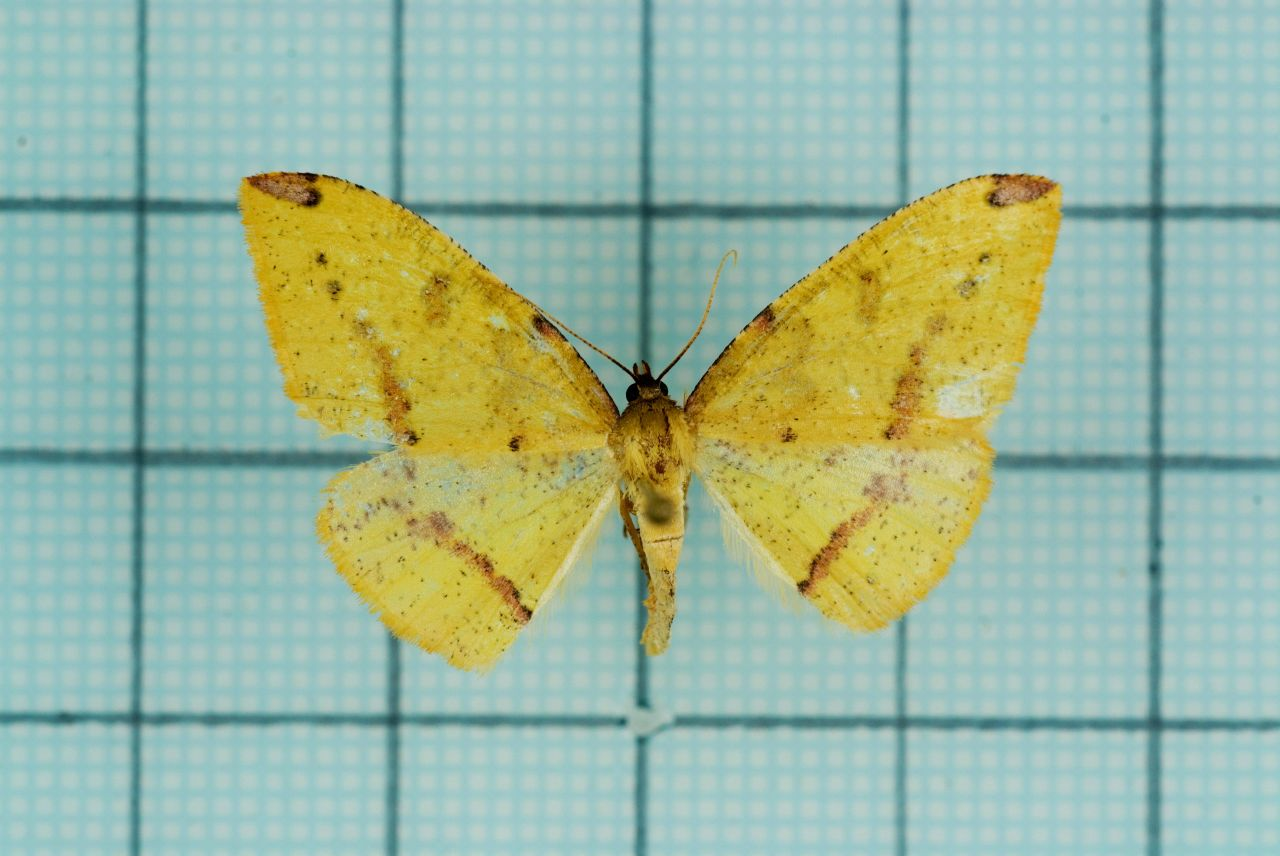
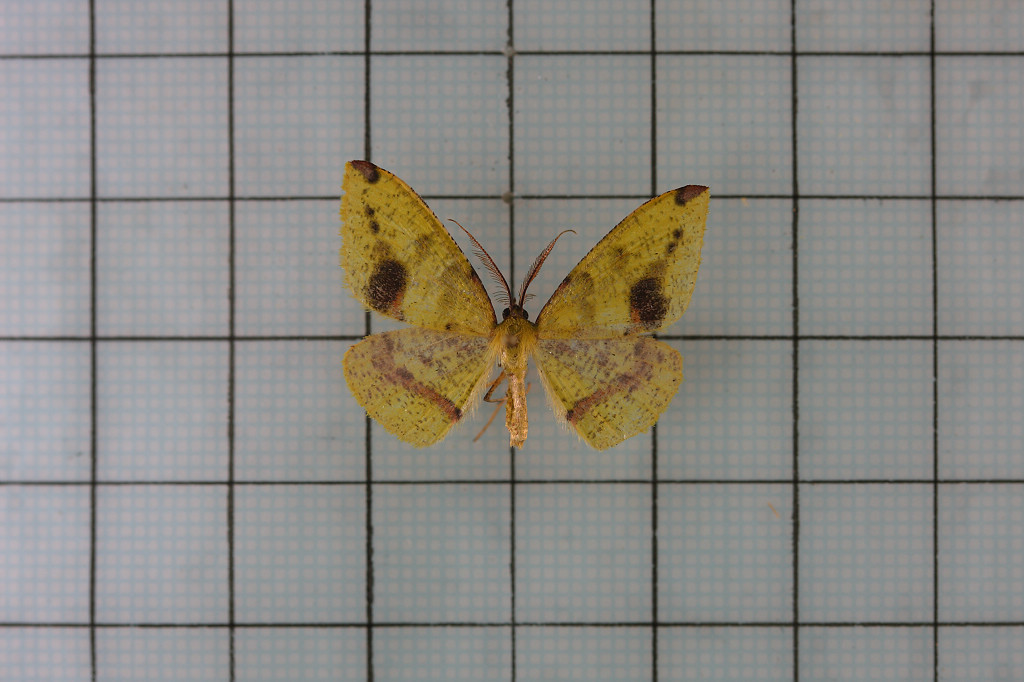
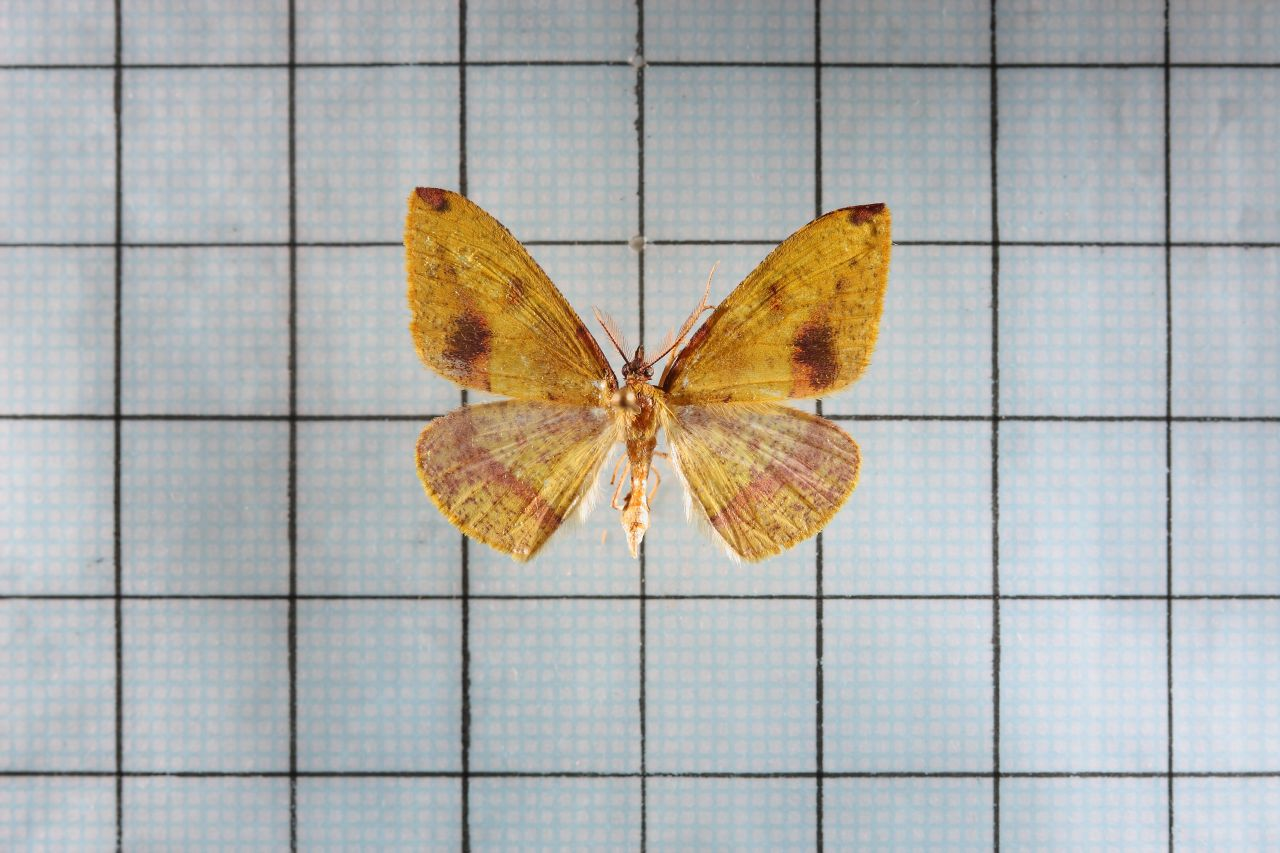
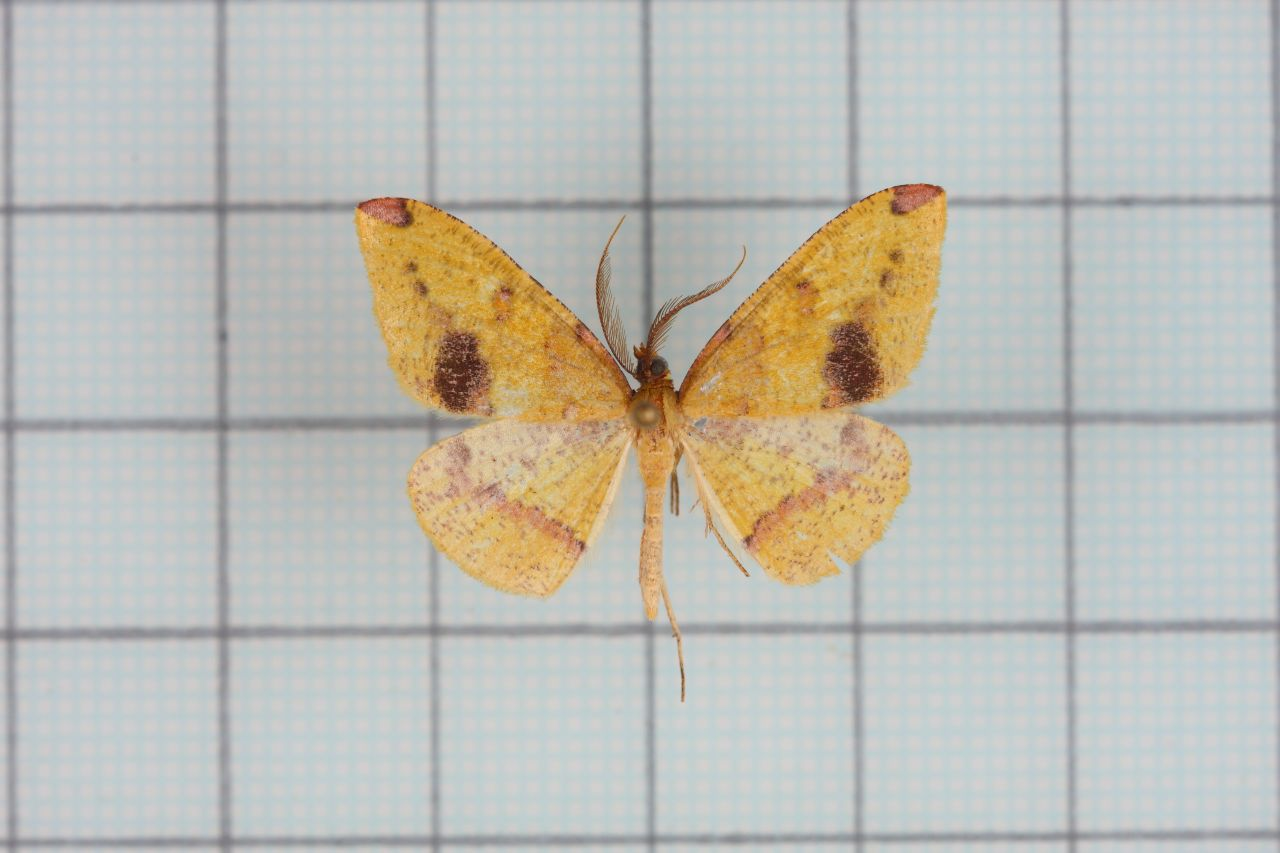